# Agenția pentru Dezvoltare Regională
Agenția pentru Dezvoltare Regională (ADR) este un organism neguvernamental, nonprofit, de utilitate publică, cu personalitate juridică, care acționează în domeniul specific dezvoltării regionale.
Aceasta se organizează și funcționează în condițiile Legii privind dezvoltarea regională în România (315/2004) și ale statutului de organizare și funcționare, aprobat de Consiliul pentru Dezvoltare Regională.
Finanțarea cheltuielilor de organizare și funcționare ale ADR se asigură din Fondul European de Dezvoltare Regională (FEDR), nivelul acestora fiind aprobat de Consiliul pentru Dezvoltare Regională.